# Stars & Hank Forever: The American Composers Series
Stars and Hank Forever to album autorstwa awangardowej grupy The Residents wydany w 1986 roku. Płyta była drugim i zarazem ostatnim (po George & James) albumem wydanym w serii tribute albumów dla amerykańskich kompozytorów. Materiał, który się na niej znalazł, był hołdem dla amerykańskiego twórcy muzyki country - Hanka Williamsa oraz Philipa Sousy. Była to również ostatnia płyta nagrana z gitarzystą Philipem "Snakefingerem" Lithmanem przed jego tragiczną śmiercią. Utwór "Kaw-Liga" oparty na sekcji rytmicznej wyciętej z utworu Michaela Jacksona "Billie Jean" był jak dotąd największym komercyjnym hitem grupy.

Powodami zaniechania dalszego wydawania płyt w tej serii były ich kiepskie recenzje, powolne odejście od krążków winylowych na rzecz kompaktów (zniszczyłoby to zaplanowaną przez zespół koncepcję poświęcenia jednej strony albumu dla jednego wykonawcy) oraz kwestie finansowe związane z użyciem na płycie materiału innych kompozytorów, których trzeba było za to opłacić.

## Lista utworów
1. "Hey Good Lookin'"
2. "Six More Miles (To the Graveyard)"
3. "Kaw-Liga"
4. "Ramblin' Man"
5. "Jambalaya"
6. "Sousaside"
  1. "Nobles of the Mystic Shrine"
  2. "The Stars and Stripes Forever"
  3. "El Capitan"
  4. "The Liberty Bell"
  5. "Semper Fidelis"
  6. "The Washington Post"